# نيفيس ووركس
النيفيس ووركس Navisworks (كان اسمه سابقا جيت ستريم JetStream) هو برنامج حزمة لمراجعة التصميمات ثلاثية الأبعاد يعمل في بيئة Microsoft Windows. 
يستخدم النيفيس ووركس Navisworks بشكل أساسي في صناعات الإنشاءات لتكملة حزم التصميم ثلاثية الأبعاد (مثل أوتوديسك ريفيت وAutoCAD و MicroStation)، ويتيح فتح النماذج ثلاثية الأبعاد والجمع بينها والتنقل حولها في الوقت الفعلي (دون استخدام مفاتيح الأسهم بلوحة مفاتيح الحاسب WASD)، ومراجعة النموذج باستخدام مجموعة من الأدوات بما في ذلك التعليقات، ورؤية المبنى من منظور معين، وكذلك إجراء القياسات. 
وباستخدام مجموعة مختارة من المكونات الإضافية يتم تحسين الكشف عن التداخل بين العناصر الانشائية والتي تسبب مشاكل عند التنفيذ، كما يتم نمذجة المبنى في نمط رباعي الأبعاد 4D (الابعاد الثلاثة مع عنصر الزمن)، وثم إخراج صور وخرجات واقعية لشكل المبنى وكذلك نشر الصور على هيئة PDF. 
تم إنشاء البرنامج في الأصل بواسطة شركة شيفيلد ، المطور الرئيسي للبرنامج NavisWorks ومقرها المملكة المتحدة (وهي شركة تابعة لشركة Lightwork Design) 
وفي 1 يونيو 2007 تم شراء النيفيس ووركس NavisWorks بواسطة شركة Autodesk مقابل 25 مليون دولار.

## تنسيق الملفات المدعومة
يدعم كل من Navisworks Stimulate و Navisworks Manage مجموعة واسعة من تنسيقات ملفات التصميم. 
التنسيقات المعتمدة أصلاً تشمل: 
- NavisWorks - .nwd .nwf .nwc (جميع الإصدارات، لا توافق كامل مع الاصدارات السابقة)
- رسومات أوتوكاد - .dwg .dxf (حتى أوتوكاد 2018)
- MicroStation (SE و J و V8 و XM) - .dgn و.prp و prw (حتى v7 و v8)
- 3D Studio Max - .3ds .prj (حتى الإصدار 2018)
- ACIS SAT - .sat .sab (جميع ASM SAT ، حتى ASM SAT v7)
- DWF - .dwf .dwfx (جميع الإصدارات)
- CATIA - .model ، الجلسة.exp ، dlv3 .CATPart .CATProduct .cgr
- IFC - .ifc (IFC2X_PLATFORM و IFC2X_FINAL و IFC2X2_FINAL و IFC2X3 و IFC4)
- IGES - * .igs * ، * .iges * (جميع الإصدارات)
- Informatix / MicroGDS - .man.cv7 (v10)
- أوتودسك إنفنتر - .ipt .iam .ipj (حتى المخترع 2018)
- CIS / 2 - .stp (STRUCTURAL_FRAME_SCHEMA)
- JT Open - .jt (حتى الإصدار 10)
- NX - .prt (حتى الإصدار 9)
- Revit - .rvt (حتى 2011-2018)
- RVM - .rvm (إلى SP5 v12.0)
- SketchUp - .skp (الإصدار 5 حتى 2015)
- PDS Design Review - .dri (تنسيق ملف قديم، دعم حتى 2007)
- STL - .stl (ثنائي فقط)
- VRML - .wrl .wrz (VRML1 ، VRML2)
- Parasolid - .x_b (حتى المخطط 26)
- FBX - .fbx (FBX SDK 2017)
- Pro / ENGINEER - .prt.asm.g.ne (Wildfire v5، Creo Parametric v1-v3)
- برنامج ستيب - .stp .step (AP214 ، AP203E3 ، AP242)
- Solidworks - .prt .sldprt .asm .sldasm (2001، plus 2015)
- PDF - .pdf (جميع الإصدارات)
- روهينو ثري دي - .3dm (حتى v5)
- برنامج سوليد ايدج - .stp .prt

المنتجات الإضافية المدعومة من خلال شركات Autodesk وشركات الطرف الثالث: 
- ريفيت
- MicroStation
- 3ds ماكس
- أركيكاد

## روابط خارجية
- الموقع الرسمي
- الموزع الهنغاري للبرنامج